# Kosteljina
Kosteljina je rječica u Hrvatskoj. 
Izvire ispod Kostel-brega kraj Pregrade. Protječe ispod Kostelgrada. Sporo teče vijugavim tokom između livada do Toplica i dalje. Ponegdje ima manjih brzaka. Desetak kilometara od izvora utječe u rječicu Horvatsku kod Martinišća, koja se ulijeva u rijeku Krapinu. Rječica je omanja i neki je smatraju tek potokom. Slična je zagorskim rijekama Sutli i Krapini. Rječica izvire otprilike kod mjesta gdje se spaja lokalna cesta 2095 i državna cesta D507, koja dalje prati tok Kosteljine sve do ušća.
Na njenom putu koristili su je mlinari. Bila su dva "melina" kod Pavliše i Filipca. Tu su se nakon brana formirala jezerca pogodna za kupanje. Često se izlijevala pa je krajem 60-tih počela regulacija njenog toka. Zbog vrlo vijugava toka nakon regulacije ostalo je podosta rukavaca ili graba. U njima je bilo mnogo ribe, no ta riba nije imala budućnost zbog bujanja vegetacije, nedostatka kisika i sve većeg zagađenja. Posljedica je bila da su rukavci kopnjeli. Zbog niske ekološke svijesti, ljudi su odbacivali glomazni otpad u rječicu. Rukavci su se pretvorili u divlja odlagališta odbačenih autoguma, karoserija, frižidera, te svakojakog drugog otpada i ambalaže.
Florni svijet oko nje čine livade kroz koje teče. Uz obale rastu vrbe, trstika i ponegdje gusto šipražje.
Kosteljina je bogata ribom zbog čega je u to doba bila omiljeno odredište ribiča. U Kosteljini je bilo puno klenova i potočnih mrena u brzacima, a u dubokim, sjenovitim tunjcima štuka, somova, linjaka, šarana, ostriža i deverika. U rukavcima je nakon regulacije bilo crvenperki, klenova, cvergla, krapova, sunčanica, ostriža pa i rijetkih riba zmijolikog tijela tzv. čikova (piškor). Ptice također vole boraviti uz Kosteljinu te ima divljih pataka, čaplji, fazana i drugih ptica. Faunu čine i žabe, zmije, bizamski štakori (ondatre) i druge vrste.